# Kostel svaté Alžběty (Třeboň)
Kostel svaté Alžběty je hřbitovní a filiální kostel v Třeboni. Nachází se v jižní části Třeboně II poblíž sídliště Hliník. Spravuje jej Římskokatolická farnost Třeboň.
V roce 2009 byl jediným kostelem v českobudějovické diecézi, ve kterém se pravidelně konala tzv. tridentská mše – vždy první neděli v měsíci.

## Historie
Kostel sv. Alžběty byl vystavěn z popudu rožmberského vladaře Viléma z Rožmberka, jako renesanční stavba jednolodní, jakožto náhrada za starší zrušený gotický kostel stejného zasvěcení, který stál na nynějším ostrově v rybníce Svět, tehdy nově budovaném rybníce „Nevděk“. Byl slavnostně vysvěcen v den svátku Sv. Anny, matky Panny Marie 26. července l.p. 1576 s požehnáním papeže Řehoře XIII.
Dva roky po Bitvě na Bílé Hoře byl u tohoto kostela dojednán mír mezi vítězi bělohorskými, reprezentovanými generálem Baltasarem Marradasem i Vich a Anglickou posádkou města Třeboně, která mu v klidu a pokoji odevzdala spořádaně celé město za volný odchod a slušné zacházení.

## Popis
Závěr i presbytář chrámu nese výrazné pozdně gotické prvky, včetně oken, přestože úprava omítek je typicky renesanční. Sanktusník je proveden barokně, stejně jako dvojitá báň hlavní věže.
V kostele se nachází hlavní barokní oltář s obrazem „Umírání Páně“ od Petra van Roye z roku 1666 a dva barokní oltáře, přemístěné sem v druhé polovině 18. století z hlavního děkanského kostela (oltář svatého Jana Nepomuckého) a ze zrušeného kostela svaté Barbory (oltář sv. Barbory). Také pěkný zvon z roku 1654 je zasvěcen patronce chrámu a svaté Barboře. Byl sem přenesen ze zrušeného gotického kostela svaté Barbory poblíž Chlumu u Třeboně a Majdalény. Protože unikl pozornosti při rekvírování za světových válek, na rozdíl od ostatních kostelních třeboňských zvonů, jedná se v roce 2018 o nejstarší zvon v Třeboni.

## Třeboňský městský hřbitov
Hřbitov Sv. Alžběty, nalézající se poblíž, má též hrobky a hroby významných třeboňských osobností, mezi něž patří i místa posledního spočinutí třeboňských opatů a děkanů. V sobotu 20. května 2017 byl tam též pochován třeboňský pan děkan Hugo Josef Pitel (1928–2017), po zádušní mši v kostele Panny Marie Královny a průvodu Sokolskou ulicí za účasti biskupského sboru a církevní i světské veřejnosti. Nalézá se nedaleko sídliště Hliník. Uprostřed hřbitova je v malém hrobě pochován i Jiří Walter (léčil mimo jiné i herečku Lubu Skořepovou, herce Lubomíra Lipského a řadu dalších osobností), chirurg, primář a lázeňský lékař, který dobrovolně odešel z našeho světa na „Třeboňské dálničce“ nedaleko od Kotěrova vodojemu 25. června 2007 ve věku 58 let. Pozoruhodný je pomník třeboňského rodáka spisovatele Františka Heřmánka (2. 8. 1901 – 15. 9. 1946) se sochou básníkovou vpravo vedle hlavního vchodu.
Hřbitov má dva vchody, jeden u hlavního vjezdu a druhý u kostela Sv. Alžběty s barokní bránou a brankou pro pěší. Vpravo od ní je výklenková kaple s polychromovanou barokní kamennou sochou Panny Marie, Matky Boží.
Poblíž cesty k vedlejšímu vchodu a ke kostelu sv. Alžběty najdeme ještě v ulici Svobody směrem k Hliníku barokní kříž s Ježíšem a Pannou Marií (a nápisem: „Já jsem světlo, pravda a život“), renesanční dům Krčínova správce s původní pamětní deskou a barokní dvůr. Průčelní dům Třeboň II., čp. 80 má dvě desky připomínající jeho historii (postaven 1709 Schwarzenberským hejtmanem Karlem Siebertem Hoffbauerem z Liliensteinu) a pěkné barokní sluneční hodiny. Téměř na druhém konci této ulice jsou v zahradě dnes již zbořené kotelny (jež kdysi dominovala městu svým stometrovým komínem) barokní domečková kamenná boží muka (nově, od roku 2022, s barevným obrázkem Panny Marie z Medžugorie )  a poblíž pensionu „Sally“ velký železný kříž s Ukřižovaným, postříbřenou soškou Panny Marie pod křížem a nápisem „INRI“, stojící na pískovcovém podstavci z roku 1842.
Dvě funkcionalistické vilky z roku 1929 proti hřbitovu byly v nedávné době rovněž zbořeny, nově však naproti nim, přímo vedle hřbitova, vznikl lázněmi provozovaný penzion „Babeta“, s pěknou cukrárnou a kavárnou.
Na druhé straně hřbitova jsou apartmány „Elisabeth“. Poblíž se nalézá náměstíčko s parkem a výletní restaurací "Na Rybníčku", obohacené v roce 2022 fontánou (večer barevně osvícenou) s dětským brouzdalištěm.